# Gare de Saint-Julien-l'Ars
Pour les articles homonymes, voir Gare de Saint-Julien.
La gare de Saint-Julien-l'Ars est une ancienne gare ferroviaire française de la ligne de Saint-Benoît au Blanc, située sur le territoire de la commune de Saint-Julien-l'Ars, dans le département de la Vienne en région Nouvelle-Aquitaine. 
Elle est mise en service en 1883 par l'État, puis la ligne entre dans le réseau de la Compagnie du chemin de fer de Paris à Orléans (PO). Elle est officiellement fermée au service des voyageurs en 1940 par la Société nationale des chemins de fer français (SNCF).

## Situation ferroviaire
Établie à 116 mètres d'altitude, la gare de Saint-Julien-l'Ars est située au point kilométrique (PK) 356,781 de la ligne de Saint-Benoît au Blanc, entre les gares de Savigny-Lévescault (fermée) et de Jardres (ouverte aux marchandises).

## Histoire
Le tracé de la ligne de Poitiers au Blanc déclarée d'utilité publique par une loi du 7 avril 1879 traverse la commune. Les jugements d'expropriation sont rendus en 1881. En avril 1883, le Conseil général soutient une demande du conseil municipal pour la réfection et l'élargissement du chemin de grande communication n°8 entre la gare de Saint-Julien et les carrières de Lavoux pour faciliter le transport des pierres jusqu'au quai d'embarquement. Une demande est également faite auprès de l'administration de l'État pour l'établissement d'une grue dans la gare.
La gare de Saint-Julien-l'Ars est mise en service le 18 juin 1883 par l'État, lorsqu'il ouvre à l'exploitation la section de Mignaloux-Nouaillé à Chauvigny. À la fin août de cette même année, le Conseil général demande la classement du chemin, long de 80 mètres, servant d'entrée à la gare comme annexe du chemin de grande communication n°8. Il est précisé que seul l'entretien de la chaussée de ce chemin sera à la charge du département.
En 1892, la recette de la station est de 81 651 francs et en 1915 de 42 616 francs.
Elle est officiellement fermée au service des voyageurs le 27 mai 1940. Néanmoins pendant la Seconde Guerre mondiale un train mixte quotidien circule jusqu'à Jardres puis Chauvigny.

## Patrimoine ferroviaire
L'ancien bâtiment voyageurs d'origine de la compagnie PO, modifié avec l'ajout d'un escalier extérieur pour sa réaffectation en logements.